# Estevelles
Ne doit pas être confondu avec Esteville.
Estevelles [ɛstəvɛl] est une commune française située dans le département du Pas-de-Calais en région Hauts-de-France. Ses habitants sont appelés les Estevellois. La commune est membre de la communauté d'agglomération de Lens-Liévin.
La commune d'Estevelles, située au sud-est du département du Pas-de-Calais à 7 km au nord-est de la commune de Lens, est une ancienne commune du bassin minier. C’est une commune de type ceinture urbaine, appartenant à l’unité urbaine de Douai-Lens, avec une population de 2 002 habitants au recensement de 2022.
En 1931, la Compagnie des mines de Courrières y installe sa fosse no 24 - 25. Elle figure parmi les dernières fosses fermées du bassin minier. Depuis 2012, la valeur universelle et historique du bassin minier du Nord-Pas-de-Calais est reconnue et inscrite sur la liste du patrimoine mondial de l’UNESCO, parmi les 353 sites du bassin minier, un site inscrit se trouve sur le territoire communal. 

## Géographie

### Localisation
Localisée dans le sud-est du département du Pas-de-Calais, Estevelles, commune de l'ancien bassin minier, au bord de la Deûle, se situe, à vol d'oiseau, à 7 km au nord-est de la commune de Lens (chef-lieu d'arrondissement) et fait partie de l'aire d'attraction de Lille.
Le territoire de la commune est limitrophe de ceux de quatre communes.
Les communes limitrophes sont Meurchin, Pont-à-Vendin, Annay et Carvin.

### Géologie et relief
La superficie de la commune est de 2,54 km2 ; son altitude varie de 21  à   46 m.

### Hydrographie
Le territoire de la commune est situé dans le bassin Artois-Picardie.
La commune est traversée, au sud, par le canal navigable de la Deûle, d'une longueur de 58,75 km, qui prend sa source dans la commune de Douai et se jette dans la Lys au niveau de la commune de Deûlémont.

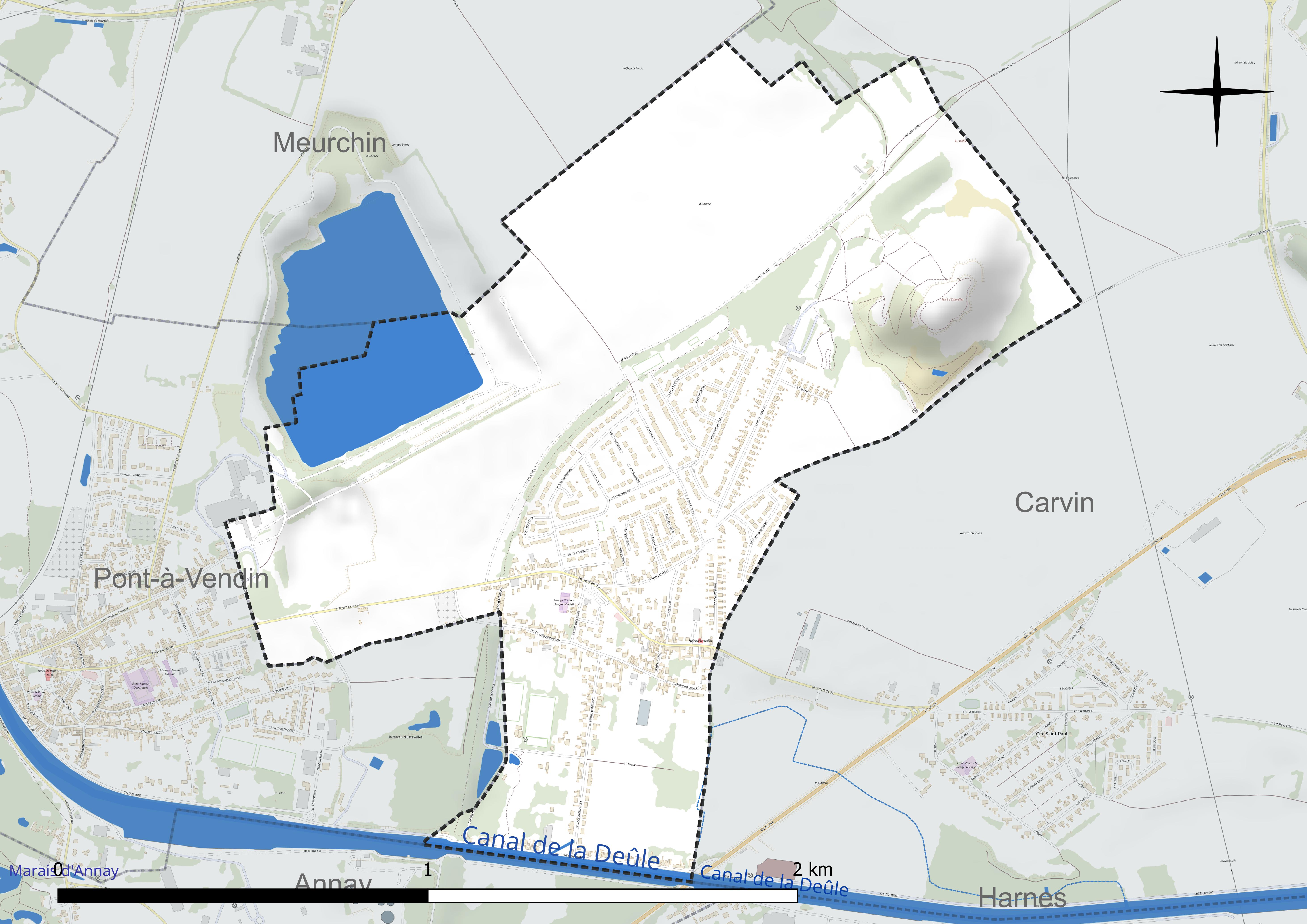
Réseau hydrographique d'Estevelles.

### Climat
Pour des articles plus généraux, voir Climat des Hauts-de-France et Climat du Pas-de-Calais.
En 2010, le climat de la commune est de type climat océanique dégradé des plaines du Centre et du Nord, selon une étude du CNRS s'appuyant sur une série de données couvrant la période 1971-2000. En 2020, Météo-France publie une typologie des climats de la France métropolitaine dans laquelle la commune est exposée à un climat océanique et est dans la région climatique Nord-est du bassin Parisien, caractérisée par un ensoleillement médiocre, une pluviométrie moyenne régulièrement répartie au cours de l’année et un hiver froid (3 °C).
Pour la période 1971-2000, la température annuelle moyenne est de 10,5 °C, avec une amplitude thermique annuelle de 14,2 °C. Le cumul annuel moyen de précipitations est de 689 mm, avec 11,9 jours de précipitations en janvier et 9,1 jours en juillet. Pour la période 1991-2020, la température moyenne annuelle observée sur la station météorologique la plus proche, située sur la commune de Douai à 17 km à vol d'oiseau, est de 11,0 °C et le cumul annuel moyen de précipitations est de 729,2 mm,. Pour l'avenir, les paramètres climatiques de la commune estimés pour 2050 selon différents scénarios d'émission de gaz à effet de serre sont consultables sur un site dédié publié par Météo-France en novembre 2022.

### Milieux naturels et biodiversité

#### Zone naturelle d'intérêt écologique, faunistique et floristique
L’inventaire des zones naturelles d'intérêt écologique, faunistique et floristique (ZNIEFF) a pour objectif de réaliser une couverture des zones les plus intéressantes sur le plan écologique, essentiellement dans la perspective d’améliorer la connaissance du patrimoine naturel national et de fournir aux différents décideurs un outil d’aide à la prise en compte de l’environnement dans l’aménagement du territoire.
Le territoire communal comprend une ZNIEFF de type 1 : le site du cavalier du terril no 98 d'Estevelles au terril d’Harnes, d’une superficie de 71 ha et d'une altitude variant de 21  à   122 mètres. Le site est constitué, au nord, par le terril d'Estevelles de forme trapézoïdale, et, au sud, par le terril d’Harnes de forme conique. Les deux terrils sont reliés par un cavalier, ancienne voie ferrée, ces cavaliers sont très souvent transformés en sentier de randonnée et certains font partie de la trame verte et bleue.

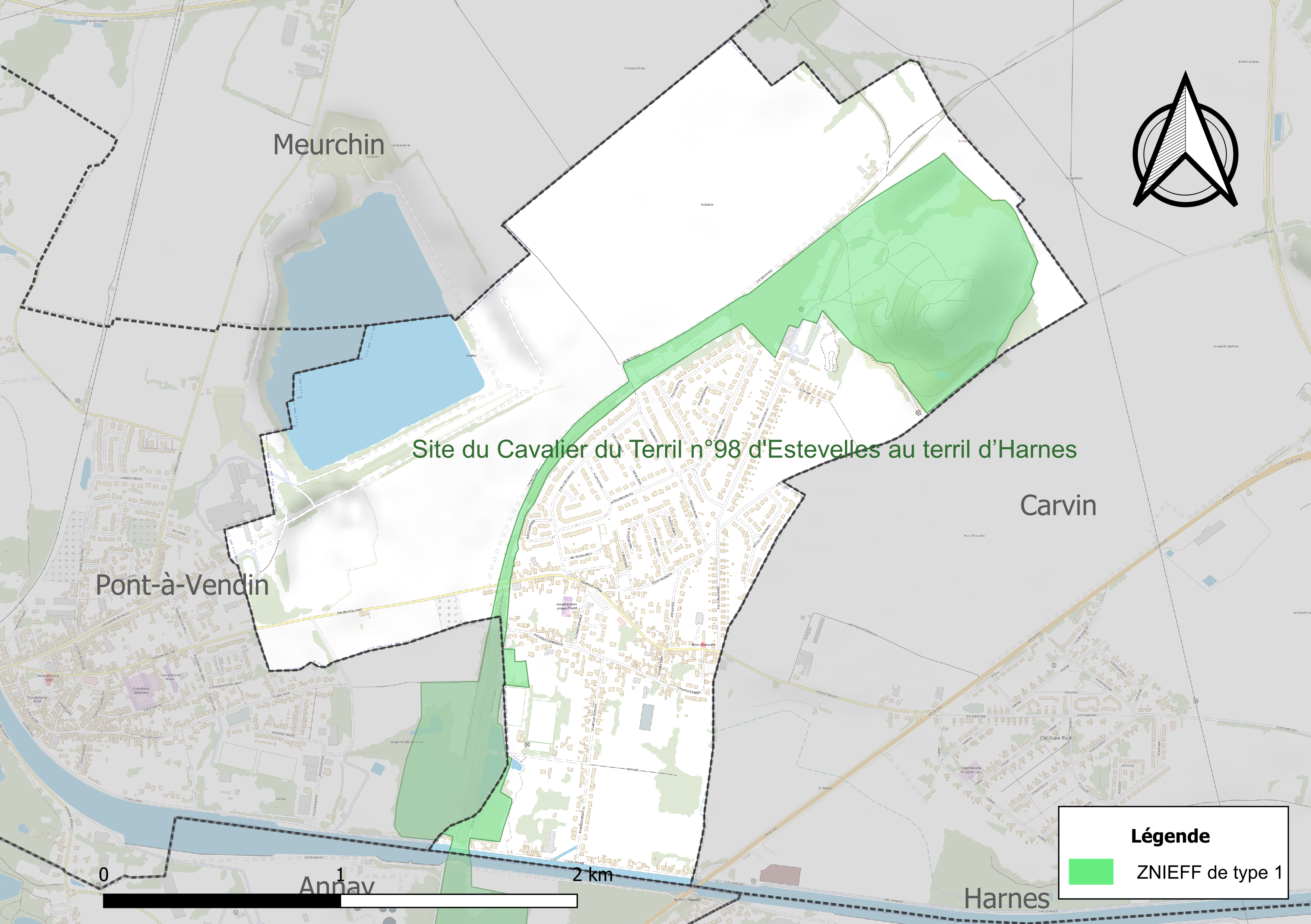
Carte de la ZNIEFF sur la commune.

## Urbanisme

### Typologie
Au 1er janvier 2024, Estevelles est catégorisée ceinture urbaine, selon la nouvelle grille communale de densité à sept niveaux définie par l'Insee en 2022.
Elle appartient à l'unité urbaine de Douai-Lens, une agglomération inter-départementale regroupant 67  communes, dont elle est une commune de la banlieue,,. Par ailleurs la commune fait partie de l'aire d'attraction de Lille (partie française), dont elle est une commune de la couronne,. Cette aire, qui regroupe 201 communes, est catégorisée dans les aires de 700 000 habitants ou plus (hors Paris),.

### Occupation des sols
L'occupation des sols de la commune, telle qu'elle ressort de la base de données européenne d’occupation biophysique des sols Corine Land Cover (CLC), est marquée par l'importance des territoires artificialisés (49,1 % en 2018), en diminution par rapport à 1990 (51,5 %). La répartition détaillée en 2018 est la suivante : 
terres arables (41,3 %), zones urbanisées (29,4 %), mines, décharges et chantiers (13,5 %), eaux continentales (9,2 %), zones industrielles ou commerciales et réseaux de communication (6,3 %), forêts (0,3 %). L'évolution de l’occupation des sols de la commune et de ses infrastructures peut être observée sur les différentes représentations cartographiques du territoire : la carte de Cassini (XVIIIe siècle), la carte d'état-major (1820-1866) et les cartes ou photos aériennes de l'IGN pour la période actuelle (1950 à aujourd'hui).

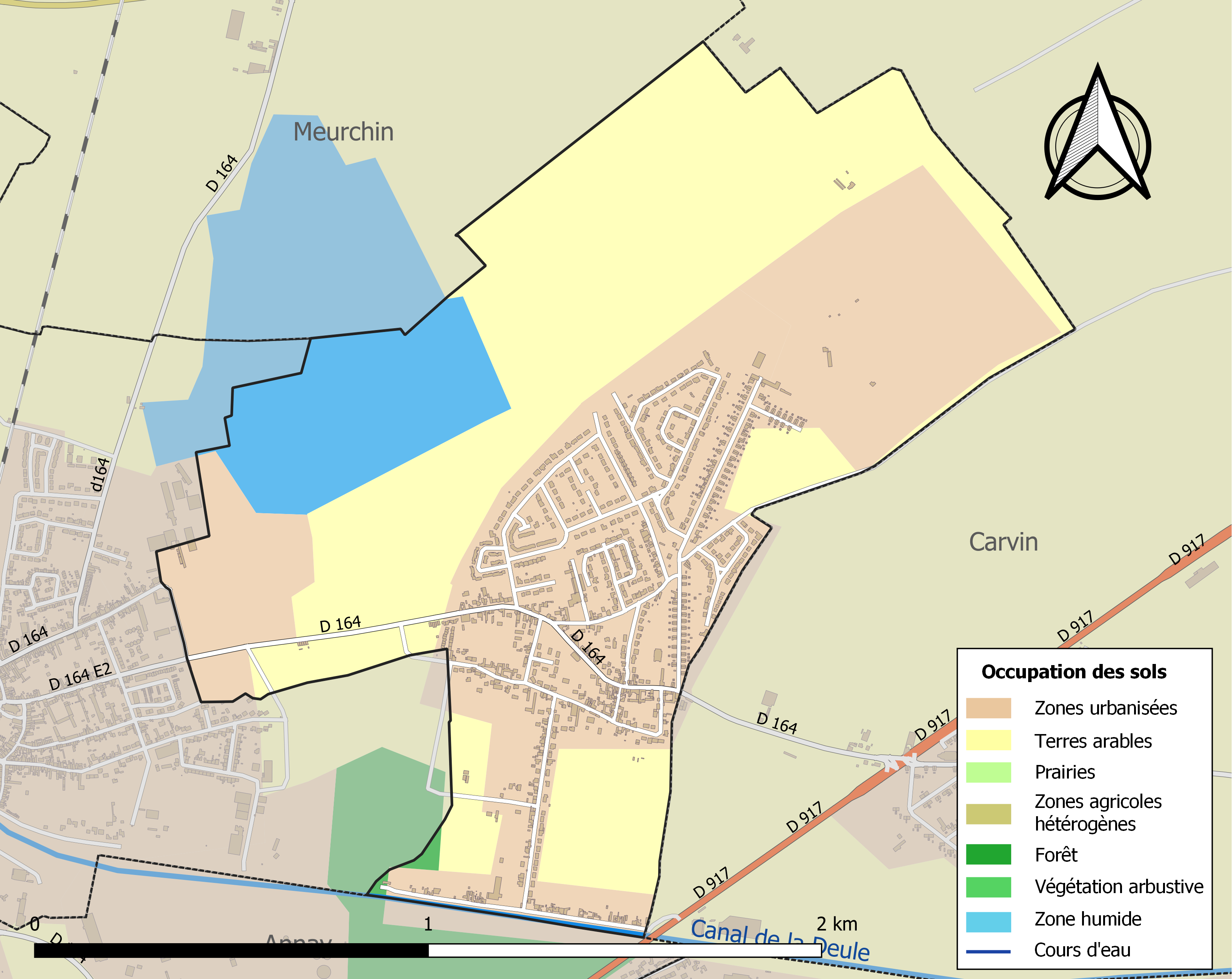
Carte des infrastructures et de l'occupation des sols de la commune en 2018 (CLC).

### Voies de communication et transports

#### Voies de communication
La commune est desservie par la route départementale D 164 E2 et se trouve à proximité de l'A21, également appelée rocade minière, et de l'autoroute A 1 reliant Paris et Lille.

#### Transport ferroviaire
La commune se trouve à 3 km, à l'est, de la Gare de Pont-à-Vendin, située sur la ligne de Lens à Don - Sainghin, desservie par des trains régionaux du réseau TER Hauts-de-France.

## Toponymie

### Attestations anciennes
Le nom de la localité est attesté sous les formes Steflas XIe siècle ; Stevles, Steveles et Esteviles en 1203 ; Estevenes en 1264 ; Estevles au XIIIe siècle,, Estevelles depuis 1793 et 1801..
Estevelles connaissait également une forme alternative Estèves et jusque dans les années 1980, les habitants âgés l’appelaient encore « Etef », par évolution phonétique régulière de cette forme.

### Étymologie
Il s'agit d'une formation toponymique médiévale de type germano-roman, au pluriel, Steflas, Stevles « étables », terme emprunté au latin vulgaire *stabula (latin stabulum) et qui a donné le français étable (anciennement estable). Albert Dauzat a proposé sans grande conviction pour ce toponyme un *Æstivalis (villa) « lieu d'estivage » auquel il adjoint Esteville (Seine-Maritime) pour lequel il ne connaît aucune forme ancienne, alors qu'elles s'opposent à cette explication.

## Histoire

### Origines
Pour l’histoire, il faut ajouter que d’après certains plans de Carvin, la limite entre Estevelles et Carvin aurait été quelque peu déplacée au cours des siècles au profit d’Estevelles. Amputation de 40 à 80 mètres entre le chemin d’Epinoy et le chemin des postes. La superficie d’Estevelles est donc aujourd’hui de 245 ha 27 a et 64 ca.
Les traces les plus anciennes de vie ont prouvé l’existence d’habitants vers l’an 2000 av. J.-C.
Pour cela nous faisons état d’un passage du livre de Henri Couvreur (Carvin en Carembault) fascicule no 1, qui raconte à sa manière des faits ayant dû se passer à Estevelles.
Nous voici donc parvenus en l’an 2000 av. J.-C. Prenons rang dans un de ces groupes, qui venus des quatre coins du Carembault, convergent en un même point situé sur les pentes des monts d’Estevelles. On y procède à l’inhumation d’un valeureux guerrier. Le druide en grande pompe préside la cérémonie. Déjà le cadavre du chef a été couché dans la tombe. Cérémonieusement on a déposé près de lui son couteau de silex et sa précieuse hache d’obsidienne. Le druide prononce l’éloge du défunt en évoquant très longuement « ce Monde de l’au-delà » où le héros jouira d’une vie pleinement heureuse où tous ses désirs seront satisfaits pour toujours. C’est pourquoi ajoute-t-il, sa femme et ses enfants ont voulu l’accompagner. L’épouse, en effet, s’est déjà immolée. On couche son corps à côté de l’époux. Puis au milieu des chants et de l’exaltation grandissante, chacun des enfants vient se livrer au bourreau… L’un après l’autre on leur tranchera la tête. Le druide les recueille une à une et les dépose religieusement dans une petite fosse toute proche. Pendant ce temps ses acolytes les recouvrent de terre tout en les parsemant de nombreux escargots. Ces escargots, symboles de résurrection, image de cette vie paradisiaque au sein de laquelle toute la famille réunie continuera à régner.
Cette histoire, si elle n’est pas authentique, est pourtant l’interprétation la plus vraisemblable de la découverte faite en 1945 dans les carrières de la cimenterie Gambier, aujourd’hui « Vicat » de Pont-à-Vendin, de la tombe ci-dessus décrite, et de la fosse adjacente où étaient rassemblés quatre ou cinq crânes dont au moins deux appartenaient à des enfants ; d’après les estimations des historiens ces « ossements » dateraient d’au moins 2 000 ans av. J.-C.
Les « érudits » eux-mêmes ne sont pas « fixes » sur ces origines. Toutefois, il est admis que sur le sol de la Gaule, existait une race dominante : les Celtes  ou  Galls. Une nouvelle tribu vint s’y ajouter, celle des Kymris  mêlée des Belges. Cette nouvelle race mélangée à celle des Celtes fonda le canton des Atrebates qui avait comme capitale Némécatum aujourd’hui Arras. Notre village, Estevelles, faisait partie de l’Atrebatie. Il dépendait ainsi du pays de l’Escrebieux entre Lens et Douai.
En l’an 112, avant notre ère, les Cimbres et les Teutons descendirent de la Baltique pour envahir la Gaule. Mais Jules César empereur des Romains vint de la Méditerranée, et voulut empêcher que la Gaule devienne germaine. Il se porta donc à leur rencontre en les mettant en pièces sur le Rhin en 58 av. J.-C. Mais par la suite, les Gaulois se révoltèrent contre César qui les dispersa à Pont-de-Sambre en l’an 55 av. J.-C. Enfin, en 52 av. J.-C., les tribus du Nord s’unirent dans un vaste  mouvement de coalition, à la voix de l’un des personnages les plus extraordinaires de ce temps du nom de « Com » ou « Commius ». Il était l’un des principaux commandants de Vercingétorix, ennemi des Romains et chef de la résistance.
Plus tard, après la conquête romaine, César admirant sa bravoure, chercha à gagner sa confiance en le nommant roi de notre Atrebatie. Mais au fil des années, César se brouilla avec Commius. Ce dernier essaya une dernière tentative d’insurrection mais il échoua et dut se réfugier en Angleterre.
En l’an 414,  Estevelles était entouré de marais, protégé en plus par une barrière naturelle qui était la rivière la Souchez et aussi des monts d’Estevelles. Ceux-ci devaient se trouver sur le côté droit de la route reliant Estevelles à Pont-à-Vendin en direction de Meurchin.
Sur le territoire de Harnes près du pont Maudit ainsi appelé de nos jours s’étaient formées deux grandes îles.  C’était le rendez-vous habituel des pêcheurs du marais du bois, l’une d’elles s’appelait la  Grande Ile. L’autre surnommée la Petite Île  était plus flottante et servait de refuge aux délinquants. Il y avait encore d’autres îlots vers Courrières et le chemin d’accès s’appelle toujours comme autrefois le chemin des Iles. 
Culminant à 36 mètres au-dessus du niveau de la mer, Estevelles dominait la région. On retrouve dans les archives de Carvin les traces d’un fief du nom d’Arret. L’aveu de 1424 le dit situé dans l’eschevinage  de Carvin. En 1521, il est dénommé Motte d’Arret.
La motte aurait été aménagée dans les marais. On retrouve en 1670 ce fief désigné Motte Danelle.

### Les rivières
Il est donc permis de considérer que la Souchez (canal de la Deûle) fut la première grande voie de liaison entre les Atrebates et les Menapiens. Pour rendre cette rivière navigable, de nombreux curages et retenues d’eau furent nécessaires. Son utilisation était principalement destinée au transport de grains, de marchandises et aussi de la tourbe à destination de Lens et Douai. On y avait établi un droit de péage, qui existait déjà vers 1296. La rivière était entretenue aux frais des magistrats de Lens, depuis cette ville jusqu’à Courrières. Le reste étant à la charge du magistrat de Lille. De 1746 à 1754, on traversait le canal sur un bac. Ce n’est qu’en 1754 que furent entrepris les travaux de construction d’un pont au-dessus du canal dont le coût se serait élevé à plus de 50 000 écus de l’époque. Il était de brique et de grès, formé de trois arches cintrées. Il fut dénommé tour à tour  le Pont d’Artois » puis le « Pont Neuf » et enfin « le Pont Maudit ». Pourquoi « Maudit » ? Pendant sa construction et avant, la traversée à Pont-à-Vendin s’effectuait à l’aide d’un bac donnant lieu à un droit de péage. Une fois ce « passage » abandonné le seigneur et les habitants de Pont-à-Vendin firent preuve d’un certain mécontentement en le surnommant de « Pont Maudit », on conserva cette appellation. 
On affirme aussi que l’entrepreneur de cet ouvrage rencontra beaucoup de difficultés provenant essentiellement des sables mouvants qui faisaient s’écrouler les piliers en fondation. Les réfections durent être exécutées par les nommés « Carlier » et « Rigaud » entrepreneurs et maçons à Carvin. Il fut démoli plusieurs fois au cours des guerres. D’abord en 1918, lors du repli des Allemands, et ensuite en 1940, lors du retrait des troupes françaises. En 1944, un pont de bois construit par les troupes allemandes servait de passage. Il fut partiellement détruit quelques jours avant la libération par un groupe de résistants polonais d’Estevelles.  Le virage de ce pont jusqu’à sa reconstruction était très dangereux et provoquant par contrecoup la mort d'un ministre. Le drame survint en effet le 9 novembre 1944 au moment où le ministre des finances de l’époque, Monsieur Lepercq, quittant d'abord Lille en compagnie de deux collaborateurs pour se rendre alors à Lens et ensuite rejoindre Paris,,. Ils trouvèrent la mort dans un terrible accident d’automobile sur le dit Pont à Harnes, celui-ci étant fort endommagé,,.
À l’histoire du Pont Maudit, on peut aussi associer celle de la première diligence. Car on y installa en 1791 le premier relais de postes. Le service était assuré par l’unique voiture de Robespierre de Harnes. Celle-ci faisait simultanément voyageurs et marchandises. Il fallait deux jours pour accomplir le voyage de Lens jusqu’à Paris. Les habitants d’Estevelles, Harnes et Pont-à-Vendin devaient se rendre au Pont Maudit pour y attendre la correspondance. Il est bien vrai qu’à cette époque les gens n’avaient pas peur de la marche. Ainsi les cultivateurs se rendaient à pieds au marché d’Arras distant de 25 kilomètres et qui avait lieu tous les samedis. Il leur arrivait de faire le même trajet en sens inverse dans l’après-midi, avec parfois une voire deux vaches attachées à une corde.
Plus tard, on inventa le « sémaphore » appelé aussi téléphone « Chappe ». Il en existait un sur le toit de l’église de Carvin. Il était en service jusqu’en 1846. Les correspondances se faisaient entre Seclin et de l’autre côté vers Harnes et Thélus. Le responsable du sémaphore de Harnes logeait avec sa famille dans le clocher de l’église de Harnes.
Si la Souchez (canal de la Deûle) fut la première grande voie navigable entre les Atrebates et les Menapiens, la seconde que nous croyons être romaine, unissait Lens sur le voie Arras-Cassel, sur le compendium Tournai-Cassel par Pont-à-Vendin. Les traces restent inscrites au cadastre sous la dénomination du vieux grand chemin des postes. Elle traverse le Carembault de Pont-à-Vendin, Estevelles vers Gondecourt et Houplin. Elle conserve des traces non équivoques de sa création et de son établissement par des ingénieurs romains. Il existait dans les archives de la mairie d’Estevelles des notes, qui ont malheureusement disparu, faisant état du chemin des Postes à l’époque napoléonienne. Napoléon au cours de sa campagne de Russie se servait pour ravitailler ses troupes de cette « route » qui fut une des premières « autoroutes » car elle réunissait déjà Paris à Bruxelles. Une partie de cette route qui traversait la commune, était à la charge de celle-ci. Le terrain étant très marécageux par endroits, cette voie était donc formée en partie par des troncs d’arbres posés les uns à côté des autres.
Pour prévenir d’une éventuelle invasion ennemie, nos ancêtres n’avaient que pour moyen de signalisation une ressource unique qui consistait à allumer de grands feux sur les points les plus hauts. Ainsi il y avait la motte de Harnes. Le même tertre se retrouve à Epinoy, hameau de Carvin, près un ancien moulin et qui se situait à proximité du château d’Epinoy.

### Églises, abbayes, monastères
La première trace d’une église à Estevelles est celle-ci : « Donation à l’abbaye de Saint-Pierre de Gand » lorsqu'en 994, Arnoul, comte de Valenciennes, son épouse Lietgard et leur fils Adalbert donnent à l’abbaye de Saint-Pierre de Gand leur « allen », terre libre de Carvin ainsi que l’église sise en cette ville et une autre église située près du fleuve de Vendin (Estevelles) dans le pays de Carembault ils ne font que rendre leurs biens à leur destination première. L’endroit de cette église n’a pas pu jusqu’à présent être situé.
Il a également été retrouvé par monsieur Robert Richebourg la trace de ce qui aurait pu être une chapelle vers l’an 1915. À l’intérieur de la cour de la salle Wicart, sur le côté église, on peut encore voir la trace en brique de couleur jaune d’un ancien mur. Un socle en pierre à quelques mètres de hauteur, qui servait sans doute à supporter une statue, faisant saillie dans le mur. Le tour étant surmonté par une forme (en apparence) de toit. Mais plus curieux sont les deux lettres « K » et « E ». Par déduction il est possible de croire que ces deux lettres signifiaient : « Kyrie Eleison » du grec « Kurie » : Seigneur et « Eleison » : aie pitié.
L'église actuelle fut construite par les houillères en 1935. L’époque où celle-ci essayait de fixer plus « profondément » les ouvriers désirant venir s’installer près des mines. Au cours de sa construction, il y eut à déplorer la mort accidentelle d’un Estevellois de 13 ans, Maurice Delvallez, qui travaillait sur le chantier comme manœuvre.

### Avant la Révolution française
Au XVIIe siècle, Jeanne Baillet est dame (les hommes sont « seigneur de », les femmes sont « dame de ») d'Esteveles. Elle devient la seconde épouse de Bauduin Muyssart, fils de Jacques, seigneur du Maretz (sur Loos), docteur en médecine, bourgeois de Lille, et de Jeanne Picavet. Bauduin Muyssart est seigneur du Maretz, licencié es lois, bourgeois de Lille, bailli de Wavrin et meurt après 1572.
Toussaint Muyssart II, fils de Bauduin et de Jeanne Baillet, est seigneur d'Esteveles et du Maretz. Bourgeois de Lille le 6 novembre 1574, receveur des États de Lille, capitaine d'une compagnie de cent hommes. Il se distingue à la tête de celle-ci pendant les troubles des Pays-Bas (Guerre de Quatre-Vingts Ans). Il meurt après le 14 novembre 1608. Il prend pour femme à Lille par contrat du 3 avril 1573 Catherine de Hennin, fille de Maximilien, seigneur de Try et de Marguerite Hangouart.
Maximilien Muyssart est seigneur d'Esteveles et de Try. Fils de Toussaint II, baptisé à Lille le 23 avril 1584, licencié es lois, conseiller assesseur à la gouvernance de Lille le 6 septembre 1611, il devient bourgeois de Lille le 10 novembre 1611. Il épouse à Lille le 15 janvier 1611 Anne Miroul, baptisée à Lille le 12 mars 1591, fille de Betremieu, seigneur de Steembourg (sur Reckem), bourgeois de Lille, licencié es lois, avocat postulant et de Barbe Petitpas,.

### Les deux guerres mondiales
Le récit des deux grandes guerres est à mettre en parallèle avec nombre des noms de rues du village, nombreuses en effet sont celles qui rappellent la guerre.

#### Première Guerre mondiale
Lors de la Première Guerre mondiale, les Allemands arrivent le 3 octobre 1914 après avoir occupé Carvin, Courrières et le Pont Maudit. Le maire Alfred Théry et sa fille sont tués. Cette période prit très vite la tournure d’un désastre, remplie d’événements douloureux avec le nombre important de victimes. Sur une population de 350 habitants, onze militaires et deux civils furent tués. Le front se fixa sur une ligne « Lens-La Bassée » et s’y maintient quatre années durant.
Dans Estevelles occupée, ce fut « logement des troupes » et « cohabitation ». Le couvre-feu était de rigueur avec en plus les amendes, les menaces, les listes d’otages, sans oublier les arrestations, les déportations. Un ravitaillement de famine, sans compter les énormes dégâts causés par les bombes et les obus.
Le 14 août 1915, par ordre militaire, les fruits des jardins sont réquisitionnés. Il est strictement défendu aux habitants de les cueillir. Un autre avis donnait l’ordre de porter à la mairie cinq kilos d’orties par ménage.
10 janvier 1918, pour la seconde fois l’ordre était de porter les matelas à la Kommandantur. Seuls les vieillards et les malades sont autorisés à en garder un. Une prime est attribuée aux « soldats » qui apportent le zinc des gouttières de maisons, les tuyaux de gaz, etc.
La commune est décorée de la croix de guerre 1914-1918 par décret du 25 septembre 1920, distinction également attribuée à 276 autres communes du Pas-de-Calais.

#### Seconde Guerre mondiale

##### Arrivée des Allemands
À leur arrivée, les Allemands et les autorités collaboratrices révoquent le maire Alfred Loison et le remplacent par  Joseph Bocquet. De même à la fosse no 24, le délégué Ferdinand Martin est révoqué et remplacé par Dorchain et  son suppléant Louis Parsy.
La première victime de cette guerre sera un Polonais de la rue d’Alger, un dénommé Kirchner, qui fut porté disparu lors de la bataille de Narvik en Norvège.  Mais aussi plusieurs membres de la famille Deram-Dacheville tués lors de l’évacuation des civils devant l’armée allemande. Sauvagement mitraillés par l’aviation allemande sur la route à Ourton, faisant un total de cinq morts dans la même famille ainsi que deux blessés.

##### Résistance
La résistance contre l’occupant s’organisa très lentement, car malheureusement aidés par la police et les autorités françaises, les Allemands procèdent à l’arrestation des premiers résistants connus. Seront donc arrêtés : Bonnet, Breton, Durot, Fauvet, Martin. D’autres FTP seront pris au cours de sabotages, puis fusillés. Ils avaient pour nom Carette, Pauwels, Carolus, Delvallez. Il faut aussi mettre à l’honneur le groupe de Polonais résistants, qui durant cette guerre organisa une grande partie des sabotages de la région. Leur chef, Wladislaw  Mazur, habitait rue d’Alger, responsable départemental FTP, groupe polonais PKWN. Il fut arrêté par les Allemands (aidés par la police française). On le fusilla à Arras en 1942. Dans ce groupe où nous étions quelques Français figuraient aussi des Russes évadés des camps de prisonniers.

##### Fin de la guerre
D’autres victimes devaient encore « allonger » cette triste liste. C’est ainsi que vers la fin de la guerre, répondant à « l’appel du général de Gaulle », plusieurs jeunes qui partaient pour rejoindre la résistance du maquis, furent tués au combat ou fusillés. Ce sont Delanghe, Tournemine, Deradt, Rybak. Comme pour 1914, beaucoup de produits manquèrent. Un grand nombre d’habitants souffrit de faim.

##### Libération
Enfin vint la Libération. Les premières troupes américaines arrivent à Estevelles. Ces troupes libératrices suivaient l’armée allemande qui battait en retraite depuis Falaise en Normandie où avait lieu une grande bataille de chars. Devant eux et jusqu’en Alsace, ils ne rencontrèrent aucune résistante. Car les Allemands craignaient avant tout le harcèlement des « patriotes ». Pour l’histoire, il nous faut ajouter qu’Estevelles eut le triste privilège de recevoir sans doute, quelques-unes des premières bombes de la Seconde Guerre mondiale. Un avion en difficulté pendant un vol de nuit, fut pris dans les faisceaux de la « DCA ». Le pilote allemand largua son chargement de bombes tuant quelques animaux se trouvant dans les près d’Estevelles. Plus dramatique encore, le même jour, le curé d’Annay sous Lens fut tué dans son église alors qu’il essayait de mettre à l’abri quelques reliques de valeur.

### Exploitation charbonnière

#### Le terril d'Estevelles
Historique : Les terrils résultent de l’ancienne activité minière de la région, arrêtée en 1971. Le terril d’Estevelles est classé au patrimoine mondial de l’UNESCO, à titre culturel et mémoriel et est entretenu par l’association Eden62. Les végétaux qui s’y trouvent sont laissés en place (d’autres terrils ont été reconvertis) mais le terrain demande un entretien face aux risques naturels. De ce fait, le terril, à la base de forme conique, a été scalpé(sommet plat) pour éviter les éboulements constituant un risque pour le village en aval. On peut y trouver des déchets de l’ancienne exploitation de charbon, des traces de cette précédente roche et tout ce qui n’était pas intéressant énergétiquement pour cette activité économique.
Il est impossible de parler d'Estevelles sans aborder la question du charbon.
Avant ce combustible, il y eut la tourbe. Cette tourbe a été très largement exploitée dans notre région. Son extraction remonte à des temps très reculés. Elle était utilisée comme combustible de ménage dans notre département et ceci jusqu’à la découverte du charbon. Elle était tout d’abord découpée en blocs, genre de briquettes, que l’on mettait en « meule » en vue du séchage durant l’été. Déjà en 1704 l’intérêt pour la tourbe provoqua des excès, des rivalités même des violences.
Nombreux furent les abus à cette époque, où les étrangers venaient chez nous, faisant un véritable commerce de produit du sol. Pour remédier aux plaintes et empêcher la ruine entière des terrains tourbeux, il est dit dans un acte daté de 1720 trouvé aux archives, que les États d’Artois décidèrent que la tourbe devait uniquement servir à l’usage commun pour le chauffage des habitations du lieu.

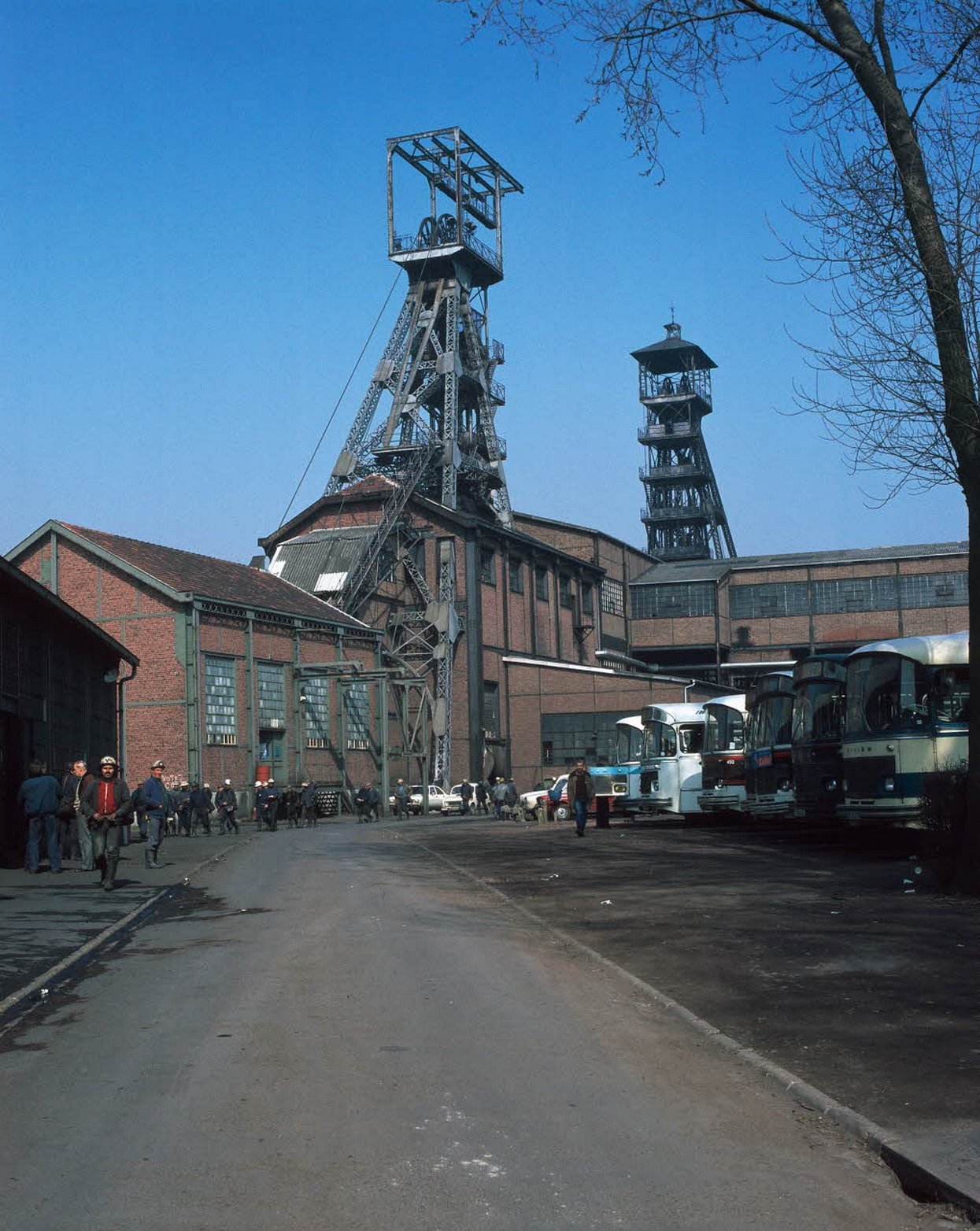
Fosse 24 d'Estevelles en activité (A).

Des arrêtés sévères interdirent donc de faire commerce de la tourbe avec les étrangers. 
Puis arriva l’ère du charbon, charbon qui contribua à la prospérité de notre région.
Estevelles a vu sa population doubler, quand la fosse 24 qui est sur notre territoire commença à extraire du charbon.
Après 1929, Estevelles a connu un important bond lors du creusement du puits no 24. Cette fosse fut creusée lors de la crise de 1929 et représenta un bol d'air économique pour le bassin minier du Nord-Pas-de-Calais.
Dès le creusement du puits no 24, la construction d'une cité minière fut entreprise par la Compagnie des mines de Courrières. La cité s'est étendue sur un axe principal, « l'avenue de la Fosse 24 », qui mène à l'entrée principale de la fosse. Les deux autres rues ont été baptisées par les noms de villes d'Algérie, du fait de la forte immigration algérienne qu'a connu Estevelles : celle d'Alger, longeant le parc à matériel de la fosse et celle de Constantine, menant au village. Une autre cité est construite pour les mineurs de la fosse 24, au hameau de Saint-Paul à Carvin.
La fosse 24 fut un siège de production important pour la Compagnie des mines de Courrières. Le charbon étant de bonne qualité, l'essentiel de la production fut dirigé vers les fours à coke de Harnes, situés sur le site des fosses 21 et 22 de Courrières. Une voie ferrée est donc construite pour relier les deux sites.
En parallèle du puits no 24 est construit le puits no 25 en 1935.
Après la Seconde Guerre mondiale, le général de Gaulle décida de nationaliser les Houillères pour favoriser le redémarrage de l'économie française, ruinée par des années de guerre. Les Charbonnages de France furent ainsi créées. La Compagnie des mines de Courrières disparut et devint « le Groupe d'Hénin-Liétard ». La fosse 24 fut choisie pour devenir un siège de concentration vis-à-vis de la production des puits voisins, et reçut de nouveaux équipements pour augmenter sa production. Jusqu'en 1956, de nombreuses modifications furent apportées à la fosse 24 : modification du chevalement, changement de machines ou remplacement de moteurs, construction d'un nouveau lavoir pour le traitement de la production, mécanisation des chantiers du fond. Cet âge d'or se répercuta sur Estevelles, fort de commerces, vivant indirectement grâce au monde de la mine.
Le déclin s'amorça dans les années 1960, fruit de la baisse de la consommation. Peu à peu, les mines et les usines disparaissent. En 1971, la fosse 24 fut concentrée sur le siège d'Oignies, et cessa toute production de charbon. Cependant, la fosse n'abandonna pas toutes ses activités, les mineurs et le matériel continuant à y descendre pour abattre le charbon dans des quartiers éloignés des puits. Finalement, la fosse 24 ferma le 3 février 1989. Le puits no 24 fut remblayé, mais le puits no 25 fut conservé pour l'aérage jusqu'en 1991. Il sera d'ailleurs le dernier puits ouvert du bassin nordiste.

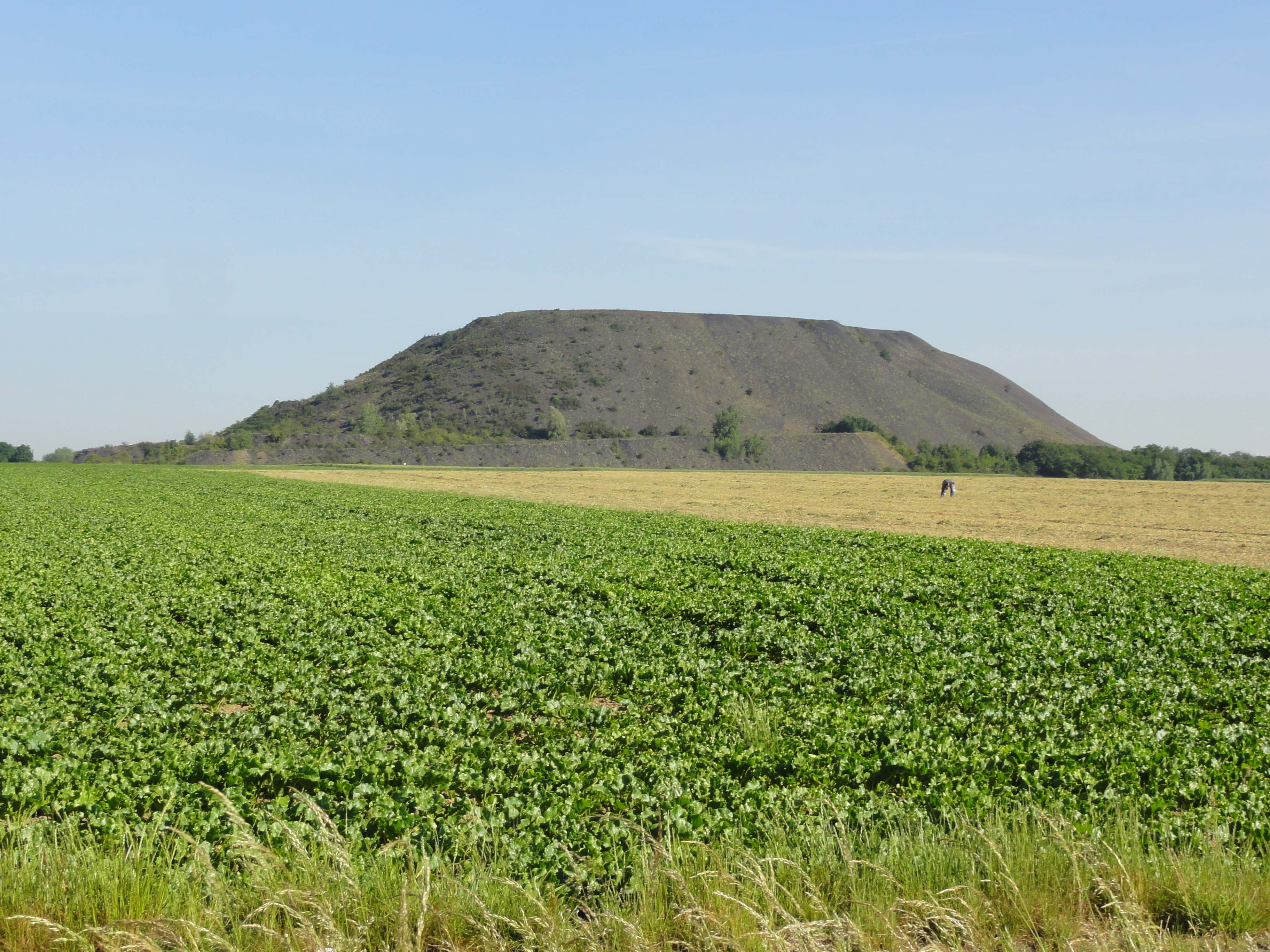

En 1992, le réalisateur Claude Berri tourna une scène de son film Germinal dans la salle abandonnée des compresseurs de la fosse 24. Lors du dernier semestre 1992, la démolition des bâtiments commença. Les chevalements des puits 24 et 25 furent abattus respectivement en décembre 1992 et février 1993.
Dernières marques de l'activité minière du village, les bureaux, les bains de douches pour ouvriers, la salle de paye, l'infirmerie, les ateliers-magasins et l'imposant terril subsistent encore actuellement.

## Politique et administration

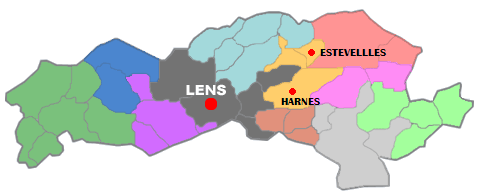
Localisation d'Estevelles dans l'arrondissement de Lens.

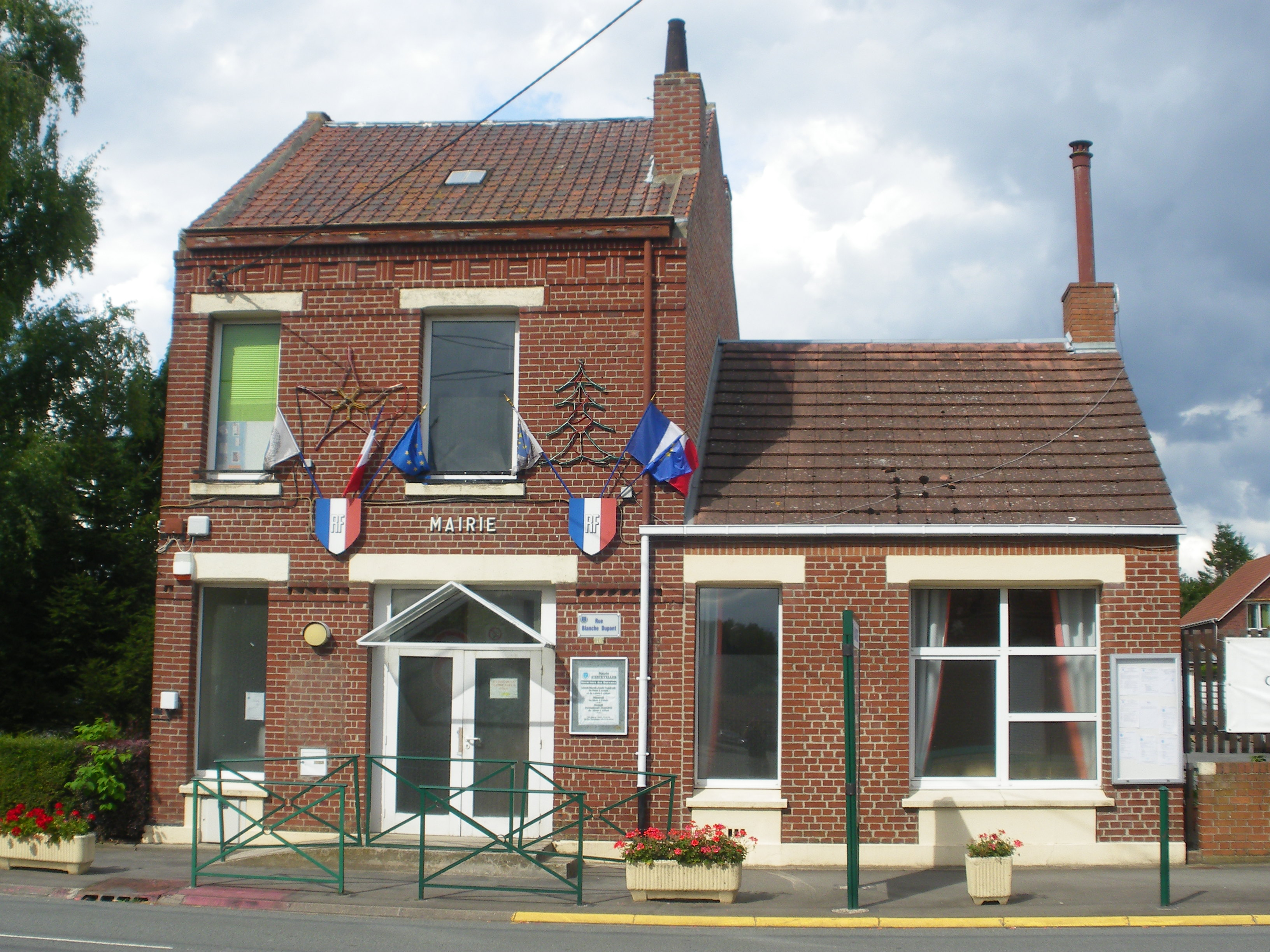
La mairie.

### Découpage territorial
La commune d'Estevelles se situe dans le département du Pas-de-Calais et fait partie de la région Hauts-de-France. Elle appartient à l'arrondissement de Lens depuis 1962, auparavant, depuis 1801, elle se trouvait dans l'arrondissement de Béthune.

#### Commune et intercommunalités
La commune est membre de la communauté d'agglomération de Lens-Liévin qui regroupe 36 communes et totalise 242 587 habitants en 2021.

#### Circonscriptions administratives
La commune fait partie du canton de Wingles.

#### Circonscriptions électorales
Pour l'élection des députés, la commune fait partie, depuis 1986, de la troisième circonscription du Pas-de-Calais.

### Élections municipales et communautaires

#### Liste des maires
| Période      | Période                       | Identité                                                              | Étiquette    | Qualité                                           |
| ------------ | ----------------------------- | --------------------------------------------------------------------- | ------------ | ------------------------------------------------- |
| 1792         | 1809                          | Jean-François Huttin                                                  |              |                                                   |
| 1809         | 1825                          | Adrien Delvalley                                                      |              |                                                   |
| 1825         | 1855                          | Jean-Robert Courtecuisse                                              |              |                                                   |
| 1855         | 1871                          | Antoine Decarnin                                                      |              |                                                   |
| 1871         | 1880                          | Nicolas Druelles                                                      |              |                                                   |
| 1880         | 1919                          | Alfred Théry                                                          |              |                                                   |
| 1919         | 1929                          | M. Camille Delvalley                                                  |              |                                                   |
| 1929         | 1941                          | Maurice Loison                                                        |              |                                                   |
| 1941         | 1945                          | Joseph Bocquet                                                        |              |                                                   |
| 1945         | octobre 1947                  | Séraphin Pennequin                                                    |              |                                                   |
| octobre 1947 | septembre 1979 (décès)        | Robert Ryckelynck                                                     | Centriste    |                                                   |
| octobre 1979 | mars 1989                     | Narcisse Lepreux                                                      |              | Agent de maîtrise                                 |
| mars 1989    | juin 1995                     | Daniel Frémaux                                                        |              | Premier adjoint au maire (1983 → 1989)            |
| juin 1995    | mars 2008                     | Léon Boutillier                                                       | PCF          | Vice-président de la CA de Lens-Liévin            |
| mars 2008    | janvier 2016 (démission)      | René Poivre                                                           | DVG          | Retraité de la fonction publique                  |
| janvier 2016 | janvier 2025                  | Alain puis Estelle Szabo, (processus de transition de genre en cours) | DVG puis MDC | Cadre supérieure Réélue pour le mandat 2020-2026, |
| janvier 2025 | En cours (au 25 janvier 2025) | Martine Chwicko                                                       | ECO          |                                                   |

## Équipements et services publics

### Enseignement
La commune est située dans l'académie de Lille et dépend, pour les vacances scolaires, de la zone B.
La commune administre l'école primaire Jacques Prévert.

### Justice, sécurité, secours et défense
La commune dépend du tribunal de proximité de Lens, du conseil de prud'hommes de Lens, du tribunal judiciaire de Béthune, de la cour d'appel de Douai, du tribunal de commerce d'Arras, du tribunal administratif de Lille, de la cour administrative d'appel de Douai, du pôle nationalité du tribunal judiciaire de Béthune et du tribunal pour enfants de Béthune.

## Population et société

### Démographie
Les habitants de la commune sont appelés les Estevellois.

#### Évolution démographique
L'évolution du nombre d'habitants est connue à travers les recensements de la population effectués dans la commune depuis 1793. Pour les communes de moins de 10 000 habitants, une enquête de recensement portant sur toute la population est réalisée tous les cinq ans, les populations de référence des années intermédiaires étant quant à elles estimées par interpolation ou extrapolation. Pour la commune, le premier recensement exhaustif entrant dans le cadre du nouveau dispositif a été réalisé en 2008.

En 2022, la commune comptait 2 002 habitants, en évolution de −2,25 % par rapport à 2016 (Pas-de-Calais : −0,72 %, France hors Mayotte : +2,11 %).
| 1793 | 1800 | 1806 | 1821 | 1831 | 1836 | 1841 | 1846 | 1851 |
| ---- | ---- | ---- | ---- | ---- | ---- | ---- | ---- | ---- |
| 65   | 95   | 96   | 120  | 131  | 134  | 129  | 136  | 136  |

| 1856 | 1861 | 1866 | 1872 | 1876 | 1881 | 1886 | 1891 | 1896 |
| ---- | ---- | ---- | ---- | ---- | ---- | ---- | ---- | ---- |
| 134  | 166  | 182  | 172  | 181  | 208  | 221  | 205  | 240  |

| 1901 | 1906 | 1911 | 1921 | 1926 | 1931 | 1936 | 1946  | 1954  |
| ---- | ---- | ---- | ---- | ---- | ---- | ---- | ----- | ----- |
| 304  | 341  | 336  | 442  | 433  | 561  | 832  | 1 176 | 1 183 |

| 1962  | 1968  | 1975  | 1982  | 1990  | 1999  | 2006  | 2008  | 2013  |
| ----- | ----- | ----- | ----- | ----- | ----- | ----- | ----- | ----- |
| 1 225 | 1 237 | 1 183 | 1 151 | 1 629 | 1 687 | 1 715 | 1 719 | 2 069 |

| 2018  | 2022  | - | - | - | - | - | - | - |
| ----- | ----- | - | - | - | - | - | - | - |
| 2 039 | 2 002 | - | - | - | - | - | - | - |

#### Pyramide des âges
En 2018, le taux de personnes d'un âge inférieur à 30 ans s'élève à 39,3 %, soit au-dessus de la moyenne départementale (36,7 %). À l'inverse, le taux de personnes d'âge supérieur à 60 ans est de 17,5 % la même année, alors qu'il est de 24,9 % au niveau départemental.
En 2018, la commune comptait 993 hommes pour 1 046 femmes, soit un taux de 51,3 % de femmes, légèrement inférieur au taux départemental (51,5 %).
Les pyramides des âges de la commune et du département s'établissent comme suit.
| Hommes | Classe d’âge | Femmes |
| ------ | ------------ | ------ |
| 0,0    | 90 ou +      | 0,7    |
| 3,2    | 75-89 ans    | 5,4    |
| 13,2   | 60-74 ans    | 12,5   |
| 20,3   | 45-59 ans    | 20,0   |
| 22,4   | 30-44 ans    | 23,5   |
| 17,2   | 15-29 ans    | 15,7   |
| 23,7   | 0-14 ans     | 22,2   |

| Hommes | Classe d’âge | Femmes |
| ------ | ------------ | ------ |
| 0,5    | 90 ou +      | 1,6    |
| 5,6    | 75-89 ans    | 8,9    |
| 16,7   | 60-74 ans    | 18,1   |
| 20,2   | 45-59 ans    | 19,2   |
| 18,9   | 30-44 ans    | 18,1   |
| 18,2   | 15-29 ans    | 16,2   |
| 19,9   | 0-14 ans     | 17,9   |

## Économie
Ressources et productions : céréales, endives, betteraves, ovins, porcins.

## Culture locale et patrimoine

### Lieux et monuments

#### Patrimoine mondial
Depuis le 30 juin 2012, la valeur universelle et historique du bassin minier du Nord-Pas-de-Calais est reconnue et inscrite sur la liste du patrimoine mondial l’UNESCO. Parmi les 353 sites, répartis sur 109 lieux inclus dans le périmètre du bassin minier, le site no 51 d'Estevelles est formé par la cité pavillonnaire de la fosse no 24, et le terril no 98, 24 Nord de Courrières,.

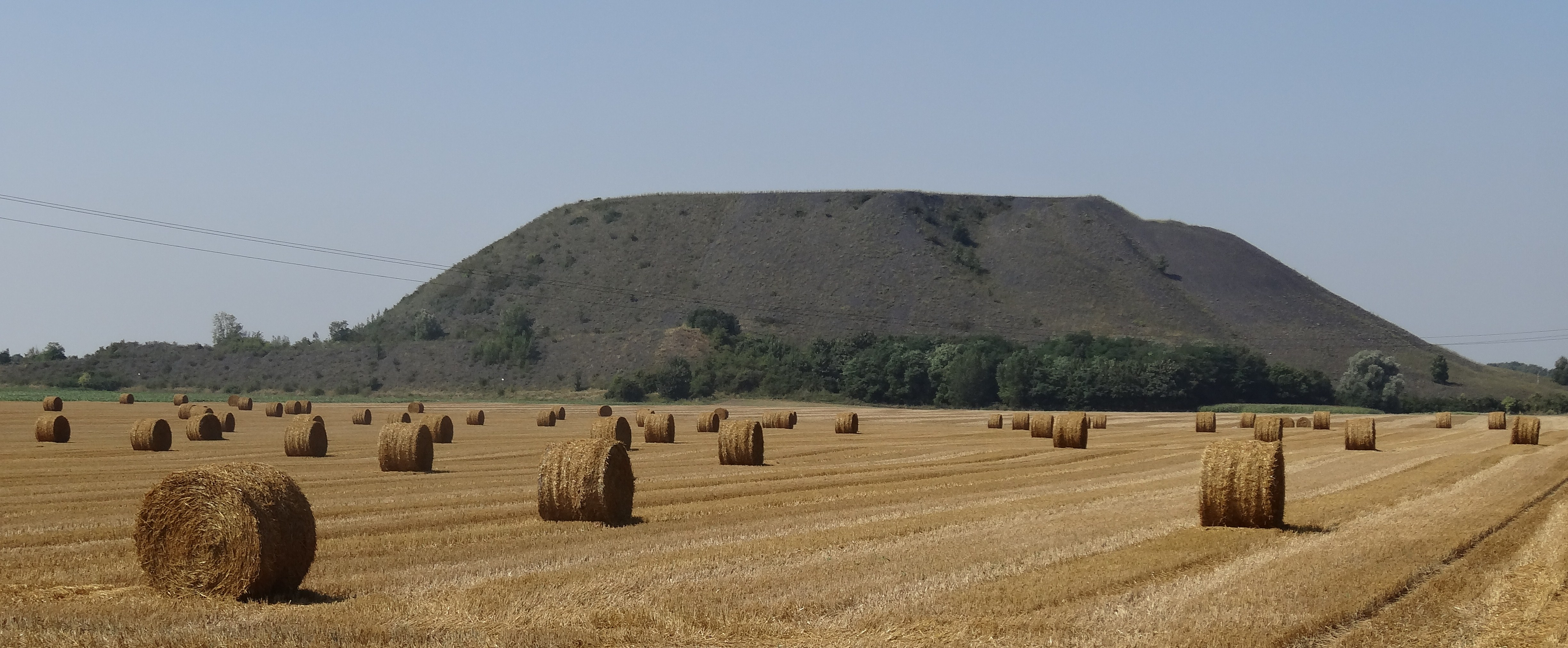
Le terril no 98.
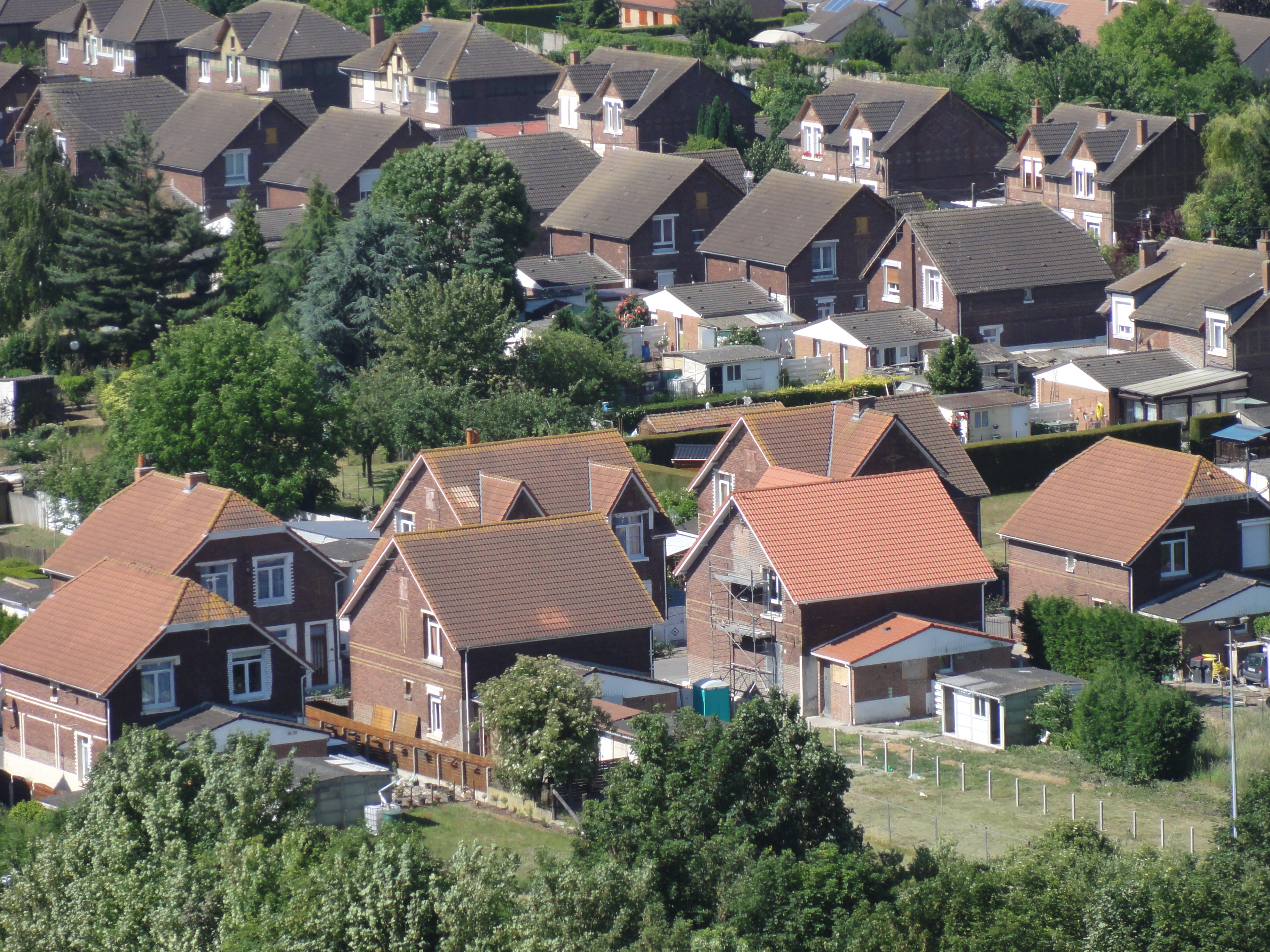
La cité de la fosse no 24 - 25.
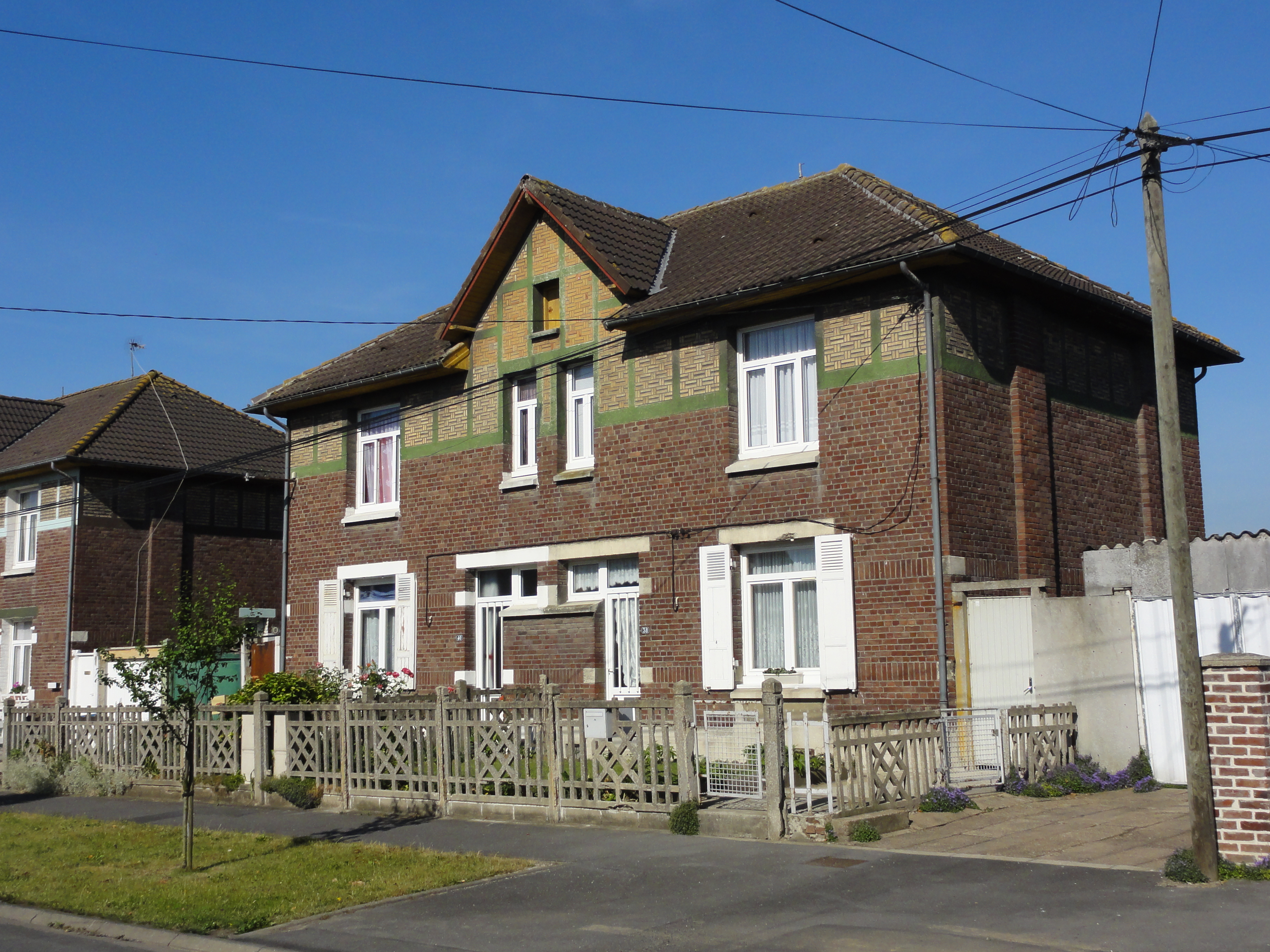
Des habitations groupées par deux.

#### Autres lieux et monuments
- L'église Notre-Dame-de-la-Paix reconstruite après 1918.
- Le monument aux morts[50].

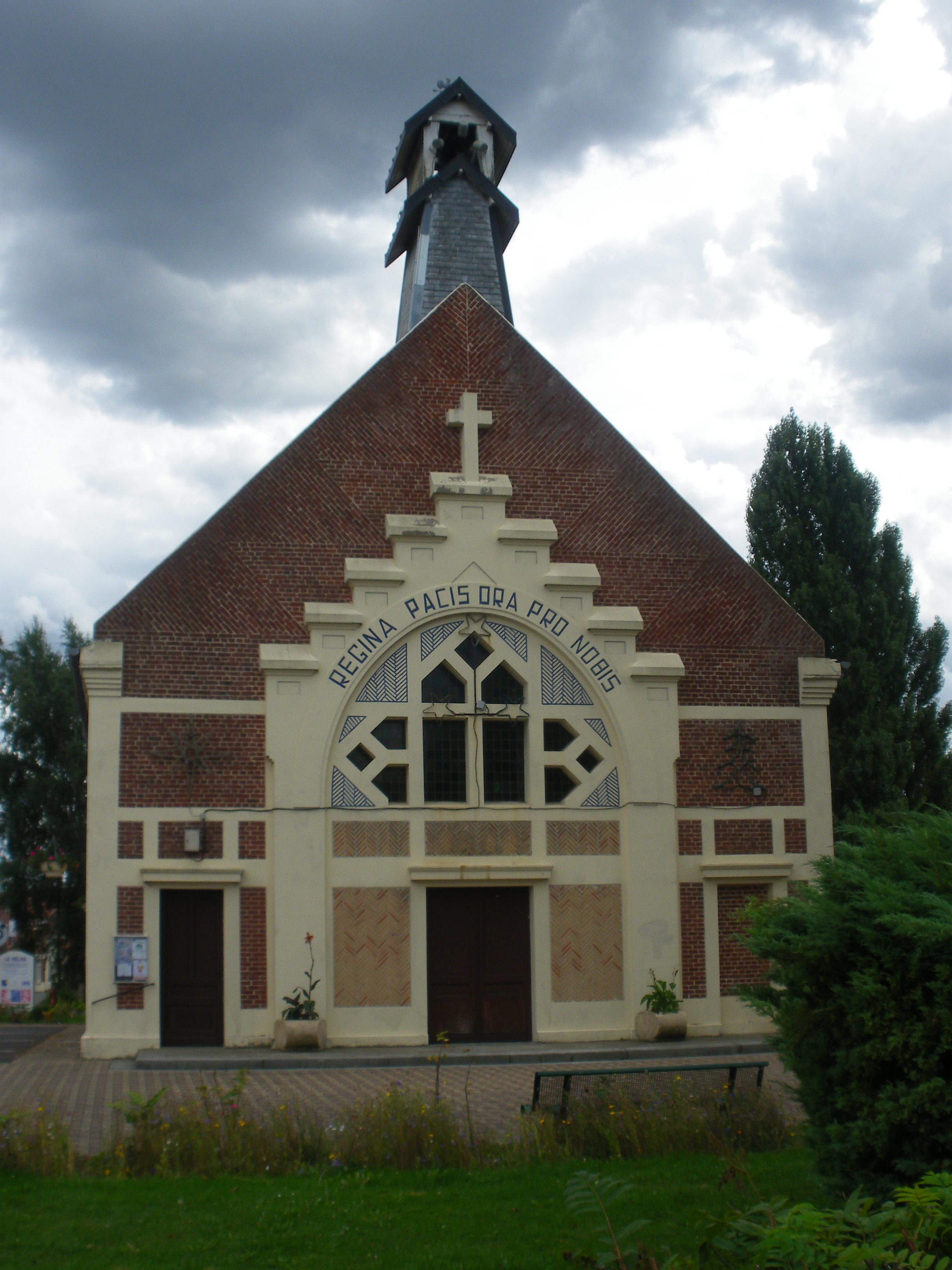
L'église Notre-Dame-de-la-Paix.
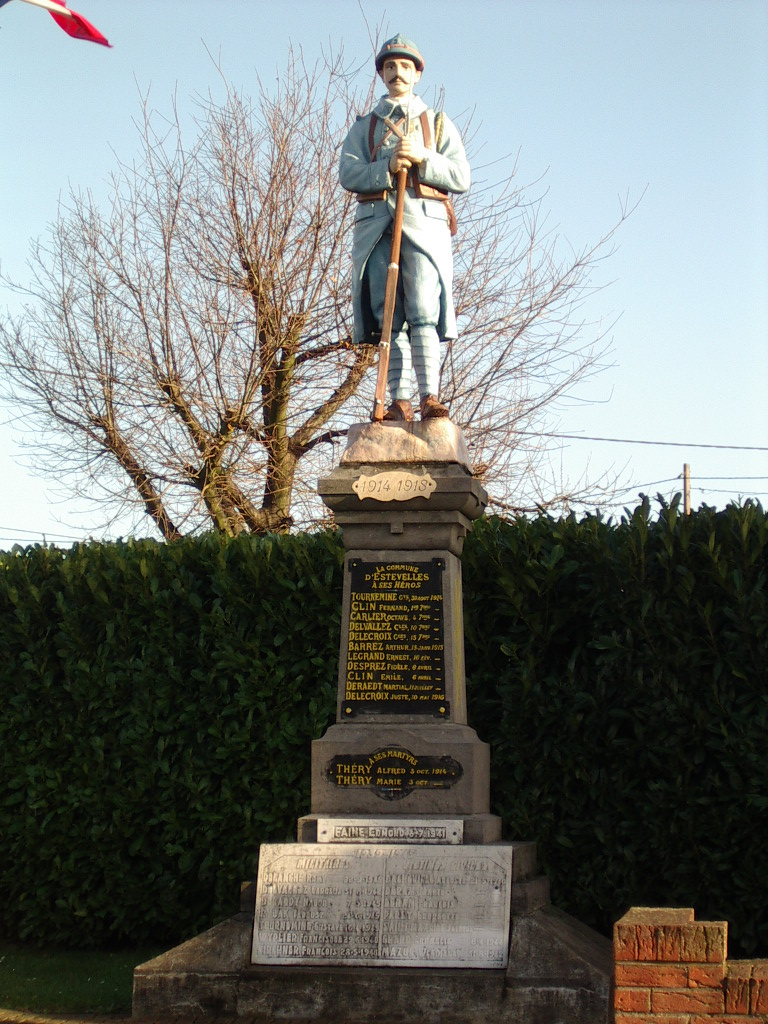
Le monument aux morts.

### Personnalités liées à la commune
- Indra Lal Roy (1898-1918), as de l'aviation indienne mort le 22 juillet 1918 au-dessus du village, et enterré au cimetière communal d'Estevelles (nl).

### Héraldique
| Blason de Estevelles | Blason  | D'azur à un lion en pointe surmonté d'un pont isolé de trois arches, le tout accompagné en chef d'un fer à cheval accosté de deux épis de blé affrontés, celui de dextre posé en barre et celui de senestre en bande, le tout d'or. Ornements extérieursCroix de guerre 1914-1918 |
| Blason de Estevelles | Détails | Le statut officiel du blason reste à déterminer. |

## Pour approfondir